# Midas (televíziós sorozat)
A Midas a dél-koreai SBS csatorna 2011-ben vetített televíziós sorozata Csang Hjok, Kim Hie, I Mindzsong és No Minu főszereplésével. A sorozat csebol konglomerátumok közötti harcokról és a pénz hatalmáról szól. 

## Történet
Kim Dohjon (Csang Hjok) rendkívül tehetséges és intelligens fiatalember, aki évfolyamelsőként végezte el az egyetemet pénzügyi szakon, majd ugyanilyen kiváló eredménnyel diplomázott a jogi karon is. Diplomamunkája felkelti az ország egyik legnagyobb csebolcégének dolgozó ügyvédi iroda figyelmét és azonnal állást ajánlanak neki, kivételesen jó feltételekkel. Dohjon szegény családból származik és minden álma, hogy elismert szakember legyen, ezért elfogadja az ajánlatot. A Ju család ügyvédje lesz, akiknek cégcsoportjáért belső harc folyik a testvérek között. Dohjon a harcban a szintén igen tehetséges pénzügyi szakember Ju Inhje (Kim Hie) oldalára áll, ezzel magára haragítva az örökségre pályázó idősebbik fivért. Inhje mellett Dohjon teljesen megváltozik, kapzsivá és lelketlenné válik, amivel eltaszítja magától a cég által finanszírozott elit kórházban nővérként dolgozó kedvesét, I Dzsongjont (I Mindzsong), aki vonzódni kezd Inhje jóképű és gondtalan öccséhez, Mjongdzsunhoz (No Minu).

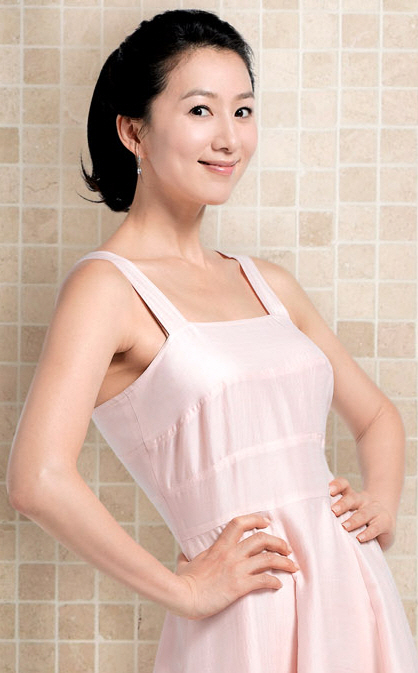
Kim Hie
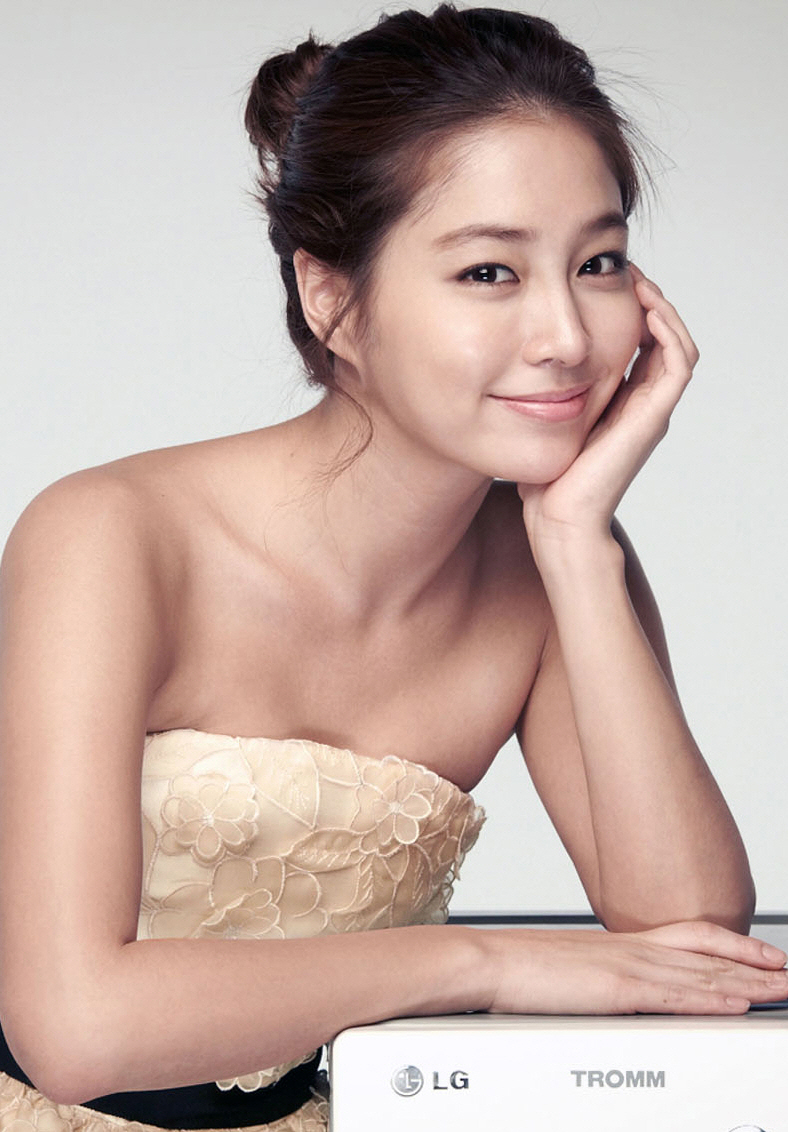
I Mindzsong
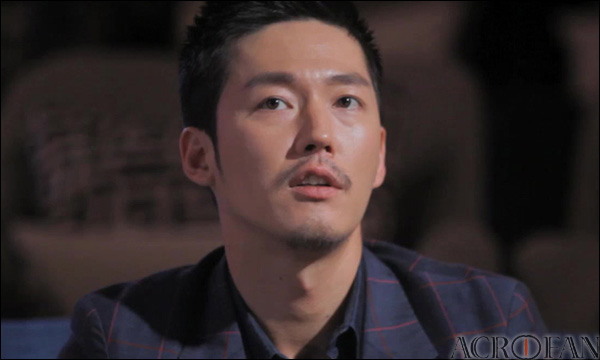
Csang Hjok

## Forgatás
I Mindzsongot a kórházi jeleneteire ápolónők készítették fel, megtanult injekciót beadni és infúziót bekötni is. No Minu karaktere a sorozat későbbi részeiben rákbeteg lesz, az élethű megformáláshoz a színész forgatás közben adott le 9,5 kilogrammot. 